# Roman Dzindzichashvili
Roman Iakovlevitch Dzindzichashvili (géorgien : რომან იაკობის-ძე ჯინჯიხაშვილი, hébreu : רומן יעקובלביץ' ג'ינג'יחשווילי) est un joueur d'échecs israélien puis américain du jeu d'échecs d'origine géorgienne né le 5 mai 1944 à Tbilissi en Géorgie, grand maître international depuis 1977.

## Biographie
Il a émigré d'URSS pour Israël en 1976 et obtenu le titre de grand maître international en 1977. Il remporte le championnat d'Israël la même année. En 1979, il s'établit aux États-Unis, et il remporte le tournoi international de Lone Pine (en) l'année suivante (1980).
Il a remporté le championnat des États-Unis à deux reprises, en 1983 et en 1989, ex æquo avec d'autres joueurs. Il a mené l'équipe américaine à l'Olympiade d'échecs de 1984. À une période de sa vie, il vivait de blitz au Washington Square Park  de New York. Il fait une brève apparition dans le film À la recherche de Bobby Fischer en 1993. Il a publié plusieurs DVD sur le jeu d'échecs intitulés Roman's Lab.
Il est aujourd'hui entraîneur du jeu d'échecs pour l'université du Texas et dispense des cours à des étudiants privés.
Il est connu pour être un théoricien des ouvertures et a notamment contribué à la défense Dzindzi-indienne (1. d4 g6 2. c4 Fg7 3. Cc3 c5 4. d5 Fxc3 5. bxc3 f5).

## Deux parties
- Dans la partie suivante, Dzindzichasvili démontre qu'il a des idées neuves par rapport à la théorie des ouvertures face à John Donaldson (en) qui est réputé pour son excellente préparation dans ce domaine[1]. Les annotations sont de Jeremy Silman dans How to get better at chess : Chess masters on their art.

Dzindzichasvili-Donaldson, US Open 1988, Boston
1. g3 e5 2. c4 Cf6 3. Fg2 d5 4. cxd5 Cxd5 5. Cc3 Cb6 6. Cf3 Cc6 7. 0-0 Fe7 8. d3 0-0 9. a3 Fe6 10. b4 f5 11. Fb2 Ff6 12. Cd2 De8 13. Cb3 Td8 14. Cc5 Fc8 15. Cb5! 15...a6 16. Db3+ Df7 17. Dxf7+ Rxf7 18. Cxc7 Td6 19. b5 Cb8 20. bxa6 bxa6 21. Tab1 C8d7 22. C5xa6 Fxa6 23. Cxa6 Ca4 24. Cb4 Cxb2 25. Txb2 e4 26. Tc2 exd3 27. Cxd3 g5 28. a4 Rg6 29. Tb1 Ta6 30. Fc6 Tc8 31. Cb4 Ta7 32. Fxd7 Txc2 33. Fe8+ 1-0.
- Cette partie montre une autre innovation de Dzindzichashvili : 9...Ff5 contre la variante de Léningrad (4. Fg5) de la défense nimzo-indienne

Jan Timman-Roman Dzindzichashvili, Genève, 1977
1.d4 Cf6 2.c4 e6 3.Cc3 Fb4 4. Fg5 h6 5. Fh4 c5 6. d5 Fxc3+ 7. bxc3 d6 L'idée des Noirs est d'occuper les cases noires e5, d6 et c5 et de garder le centre fermé (l'avantage de la paire de Fous des Blancs deviendra insignifiant, et ils resteront avec la faiblesse durable de leurs pions doublés) 8. e3 e5 9. f3 Ff5! 10. Db3 b6 11. h3 Cbd7 12. g4 Fh7 13. Ce2 g5! 14. Ff2 h5!? Les Noirs préparent une contre-attaque 15. h4 e4! 16. hxg5 exf3 17. gxf6 fxe2 18. Fxe2 Dxf6 19. Txh5 Fg6 20. Fh4? (20. Txh8+ Dxh8 21. 0-0-0 Dh2 22. Tf1 Ce5) 20...Dg7 21. Rd2 Fxh5 22. gxh5 Dg2 23. Tf1 Txh5 24. Tf2 Dh3 25. Fxh5 Dxh4 26. Tf5 Ce5 27. Fe2 0-0-0 28. a4 Tg8 29. Db5 De7 30. Th5 Dd7 31. Da6+ Db7 32. Db5 a6 33. Db1 Dc7 34. Th6 Rb7 35. Df5 Tg6 36. Th7 De7 37. Dh3 Tg8 38. Rc2 Rc7 39. Fh5 Df6 40. Rb3 Th8 41. Txh8 Dxh8 42. Df5 Dg7 43. De4 Dg5 44. Fd1 Dg6 45. Dc2 Dxc2+ 46. Fxc2 Cg4 47. e4 Ce5 48. Fd1 a5 49. Fe2 Rd7 50. Rc2 Re7 51. Rd2 Rf6 52. Re3 Rg5 53. Fd1 (53. Ff1 Cg4+ 54. Rd2 Rf4) 53...Cxc4+ 54. Rf3 f5 55. exf5 Rxf5 56. Re2 Rf4 57. Fb3 Cb2 58. Rd2 c4 59. Fa2 Re4 60. Rc2 Cxa4 61. Fxc4 Cc5 62. Rb2 Cd3+ 63. Ra3 Ce5 64. Fa2 b5 0-1.